# Janina Pohl-Mizerska
Janina Pohl-Mizerska (ur. 5 sierpnia 1909 w Poznaniu, zm. 3 stycznia 1999 w Olsztynku) – polska pielęgniarka, szyfrantka, sanitariuszka w powstaniu warszawskim.  

## Życiorys
Córka Walentego Pohla i Władysławy z domu Ludwiczak, urodziła się 5 sierpnia 1909 roku w Poznaniu. Po ukończeniu w 1928 roku szkoły średniej uczęszczała do gimnazjum pod wezwaniem Najświętszego Serca Jezusowego, a następnie do Wyższej Szkoły Pielęgniarek i Higienistek PCK, którą ukończyła w 1932 roku.
Po uzyskaniu wykształcenia dyplomowanej pielęgniarki przez 2 lata odbywała obowiązkowe praktyki, między innymi w Szpitalu Ortopedycznym w Swarzędzu koło Poznania oraz w wojskowych szpitalach okręgowych, w nr VIII Toruniu i nr V Krakowie. Równolegle przeszła do rezerwy Korpusu Sióstr PCK w randze porucznika.    
Od 1935 roku pracowała w Poznaniu w Wydziale Zdrowia oraz w Poradni Przeciwgruźliczej jako starsza pielęgniarka, jednocześnie będąc instruktorką w Szkole Pielęgniarstwa PCK. Była zaangażowana w działania społeczne w PCK oraz Związku Zawodowym Pracowników Komunalnych.

### Działalność pod czas II wojny światowej
Z rozpoczęciem II wojny światowej została zmobilizowana do szpitalu polowych PCK w Warszawie. Została zaprzysiężona 29 września w Służbie Zwycięstwu Polski. W tym czasie z poręczenia poznaniaków Franciszka Firlika oraz Floriana Marciniaka została zaprzysiężona w konspiracji i 11 listopada 1939 roku wróciła do Poznania jako łączniczka Franciszka Firlika (ps. „Orliński”) w nowoutworzonej Organizacji Harcersko-Wojskowej powiązanej z organizacją „Ojczyzna”. Po aresztowaniu Franciszka Firlika pracowała dla szefa Związku Odwetu Okręgu Poznańskiego – Franciszka Witaszka.    
Równolegle zgodnie z przydziałem niemieckich władz rozpoczęła pracę w Miejskim Wydziale Zdrowia w ramach policji obyczajowej, a następnie została zatrudniona w Poradni Chorób Wenerycznych i Czystości Rasowej.    
W swojej działalności konspiracyjnej brała czynny udział w pomocy wysiedlanym z mieszkań mieszkańcom i mieszkankom Poznania, wspierała rodziny aresztowanych i poległych, udzielała opieki medycznej ukrywającym się rannym żołnierzom, zajmowała się także wysyłaniem paczek do obozów koncentracyjnych i jenieckich. W poradni do jej obowiązków należała opieka medyczna i regularne badania kobiet przymusowo pracujących w domu publicznym dla żołnierzy niemieckich pod adresem ul. Rybaki 19 (wówczas - Fischerei 19). Od swoich pacjentek pozyskiwała informacje wywiadowcze dotyczące niemieckich żołnierzy – o transportach wojska, liczbie i stanie rannych, o nastrojach na wszystkich frontach. Regularnie otrzymywała od nich duże ilości niemieckich kartek żywnościowych i pieniędzy, które mogła przekazać na wsparcie akcji pomocowych.   
Z kolei do jej głównych zadań konspiracyjnych należało prowadzenie skrzynki kontaktowej w miejscu pracy, zbieranie meldunków oraz szyfrowanie wiadomości.    

Lokal naszej poradni był o dużej przelotowości ustawiono w nim skrzynkę kontaktową. […] Przepisywałam także na maszynie różne ulotki, p.. listy do Baltendeutschów zajmujących mieszkania po wysiedlonych, szyfrowałam…

W 1942 roku została skierowana do Warszawy, gdzie rozpoczęła pracę w Delegaturze Rządu na Kraj jako łączniczka o pseudonimie „Iza”. Po rozpoczęciu powstania warszawskiego współorganizowała punkt sanitarny batalionu „Zaremba-Piorun” w lokalu przy ulicy Hożej 63. W 1944 roku na niemiecki rozkaz przygotowuje transport do obozu Stalag XI A w Altengrabow. Później została tam przełożoną 11 pielęgniarek, które opiekowały się 600 rannymi. Towarzysząc osobom ciężko rannym podczas wywózki w głąb Niemiec, trafiła 19 grudnia 1944 roku do stalagu Oberlangen (numer jeniecki – 47458).

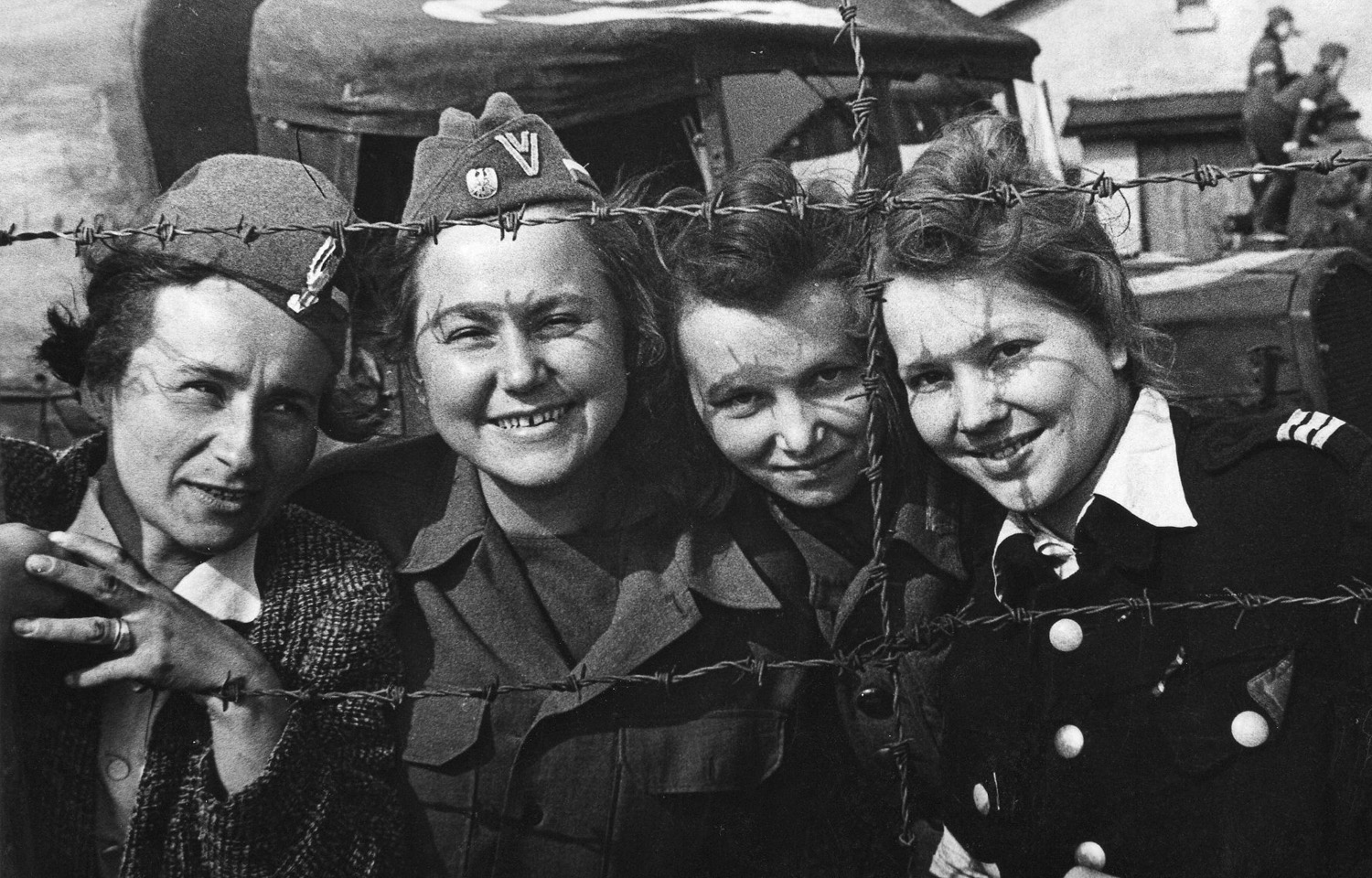
Stalag VI C Oberlangen – niemiecki obóz jeniecki. Kobiety-jeńcy z powstania warszawskiego.

Po oswobodzeniu obozu przez 1. Dywizję Pancerną gen. Stanisława Maczka została w okupacyjnej strefie angielskiej, w miasteczku Haren, a następnie zorganizowała szpital dla byłych jeńców wojennych i przesiedleńców w miejscowości Meppen.

### Działalność po wojnie
Do Polski powróciła razem z I Dywizją Pancerną 31 marca 1946 roku. Po przybyciu do Poznania okazało się, że jej dom rodzinny został zburzony. Na własną prośbę została skierowana do Wydziału Zdrowia Urzędu Wojewódzkiego w Szczecinie i pracowała tam jako instruktorka pielęgniarek. W związku z brakiem wówczas personelu pielęgniarskiego organizowała na terenie województwa kursy pomocy z pielęgniarstwa. W 1950 roku objęła stanowisko pielęgniarki wojewódzkiej ds. matki i dziecka. W 1956 roku rozpoczęła pracę jako pielęgniarka wojewódzka w Gdańsku. 
W 1959 roku ze względu na stan zdrowia zmuszona była przejść na rentę socjalną z powodu niezdolności do pracy. Pomimo problemów zdrowotnych nadal udzielała się społecznie w rozmaitych organizacjach oświatowych i kombatanckich m.in. w Gdańsku, Olsztynku i Warszawie oraz publikowała teksty dotyczące pracy w konspiracji. 
Zmarła 3 stycznia 1999 roku, została pochowana na Cmentarzu Wojskowym na Powązkach (A-19-7-19).

## Życie prywatne
Była narzeczoną Franciszka Firlika, który w pierwszych dniach czerwca 1941 roku został aresztowany i uwięziony w poznańskiej siedzibie Gestapo, znajdującej się w przedwojennym Domu Żołnierza. Nie został zdekonspirowany, a sam podczas niezwykle brutalnych tortur nikogo nie wydał. Prawdopodobnie wkrótce został zamęczony lub rozstrzelany w nieznanym miejscu. Data śmierci i miejsce pochówku nie są znane.
W 1949 roku wyszła za mąż za Waleriana Lachnittema, a w 1959 roku wyszła za mąż po raz drugi - za Zbigniewa Mizerskiego.

## Odznaczenie

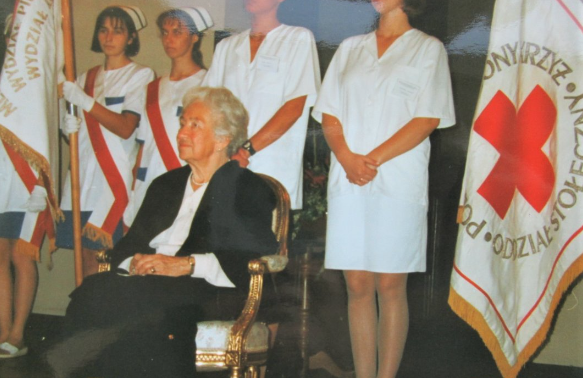
Odznaczenie Janiny Mizerskiej Medalem Florence Nightingale, Warszawa 1997

- Krzyż Kawalerski Orderu Odrodzenia Polski
- Medal za Warszawę 1939-1945
- Medal „Za Udział w Wojnie Obronnej 1939r.”
- Krzyż Partyzancki
- Warszawski Krzyż Powstańczy
- Medal Zwycięstwa i Wolności 1945r.
- Odznaka Grunwaldzka
- Medal 40-lecia Polski Ludowej
- Odznaka Honorowa „Zasłużonym dla Warmii i Mazur”
- Odznaka „Zasłużony Działacz Kultury”
- Odznaka Towarzystwa Przyjaciół Dzieci
- Odznaka Honorowa PCK III, II, i I  stopnia
- Odznaka Honorowa PCK II stopnia
- Odznaka Honorowa PCK I stopnia
- Medal im. Florence Nightingale 1997r.[5]